# Le voyageur de l'au-delà
Le voyageur de l'au-delà este un roman științifico-fantastic de Philippe Ebly publicat în Franța în 1978. Este al doilea roman (după Les trois portes) dintr-o serie de nouă romane denumită Les évadés du temps.

## Prezentare
În timp ce călătoresc prin Cévennes, Thierry, Didier și Kouroun sunt anunțați de un tânăr de la un magazin de cafenea despre o râpă unde se ascund forțe necunoscute și periculoase. Pentru a dovedi că de fapt nu există nimic misterios acolo, Thierry le sugerează însoțitorilor săi să facă o tabără în râpă. 
Odată ajunși acolo, ei descoperă un cerc incomplet de pietre lungi și un avertisment pe jumătate șters gravat în peretele de piatră. Noaptea trece relativ fără evenimente, dar a doua zi, soarele pur și simplu nu a mai răsărit, iar râpa a fost înghițită într-o ceață groasă. Cu toate acestea, cei trei prieteni încearcă să continue pe drumul lor, doar pentru a afla în curând că râpa i-a prins. 
După ce încearcă zadarnic să scape, se resemnează și fac ceea ce se așteapta în mod evident de la ei: completează cercul de pietre lungi și așteaptă să vadă ce urmează ... 